# The Hurricane Express
'The Hurricane Express' (O Trem Ciclônico, no Brasil) é um serial estadunidense, um seriado que era exibido nos cinemas. Tinha 12 episódios e o astro John Wayne como protagonista. É uma história de suspense policial, repleta de reviravoltas. Foi produzido e distribuído pela Mascot Pictures em 1932, originalmente em P&B. Dirigido por John Paterson McGowan e Armand Schaefer.

## Enredo
Larry Baker, piloto da empresa de aviação Airline, empreende uma jornada para descobrir quem foi o responsável pela trágica morte de seu pai, Jim Baker, um engenheiro (maquinista) da L. & R. Railroad. Com o desenrolar da trama, descobre-se que um sabotador intitulado "O Destruidor" (The Wrecker, no original) está por trás do terrível acontecimento com o pai de Larry. Ao mesmo tempo em que entra em cena o misterioso Destruidor, um fugitivo da cadeia, Frank Stratton, ex-funcionário da Railroad, aparece elaborando planos para se vingar do dono da empresa que o levou à prisão injustamente. Stratton, para executar seus ardis, necessita da ajuda de sua filha, Gloria, secretária da Railroad.

## Elenco
- John Wayne como Larry Baker
- Lloyd Whitlock como Walter Gray, chefe da Airline
- Tully Marshall como Howard L. Edwards, chefe da Railroad
- Conway Tearle como Stevens, advogado da Railroad
- J. Farrell MacDonald como Jim Baker, um engenheiro da Railroad
- Matthew Betz como Tom Jordan, um engenheiro da Railroad
- Shirley Grey como Gloria Stratton ou Gloria Martin
- Edmund Breese como Frank Stratton, pai de Gloria
- Al Bridge como Carlson, agente de estação da Plainville
- Joseph W. Girard como Detetive Matthews
- James P. Burtis como Detetive Hemingway, assistente de Matthews
- Ernie Adams como Henchman Barney, um dos capangas do Destruidor
- Charles King como Mike, um dos capangas do Destruidor
- Al Ferguson como Sandy, piloto do Destruidor
- Glenn Strange como Jim, um dos capangas do Destruidor

## Roteiro
O pai do diretor e roteirista J. P. McGowan era operário em uma fábrica de locomotivas, na Austrália, e o seriado, filmado em Placerita Canyon e no Southern Pacifics Saugus Depot, pode ter sido autobiográfico em um retrato da relação entre pai e filho.

## Episódios
| Episódio | Nome no Brasil          | Nome Original        |
| -------- | ----------------------- | -------------------- |
| 1        | O Destruidor            | The Wrecker          |
| 2        | Piratas Voadores        | Flying Pirates       |
| 3        | Ameaça Mascarada        | Masked Menace        |
| 4        | Enterrado Vivo          | Buried Alive         |
| 5        | Sinais de Perigo        | Danger Lights        |
| 6        | Mistério no Aeroporto   | Airport Mystery      |
| 7        | Boca Fechada            | Sealed Lips          |
| 8        | Fora da Lei             | Outside the Law      |
| 9        | O Inimigo Invisível     | The Invisible Enemy  |
| 10       | O Segredo do Destruidor | The Wrecker's Secret |
| 11       | As Asas da Morte        | Wings of Death       |
| 12       | O Desmascarado          | Unmasked             |

## Ligações
- The Hurricane Express. no IMDb.
- The Hurricane Express no AllMovie (em inglês)

## Download para assistir online
- Watch All Chapters at FreeMooviesOnline.com:

| - - Chapter 01 The Wrecker - Chapter 02 Flying Pirates - Chapter 03 The Masked Killer - Chapter 04 Buried Alive - Chapter 05 Danger Lights - Chapter 06 The Airport Mystery | - - Chapter 07 Sealed Lips - Chapter 08 Outside the Law - Chapter 09 The Invincible Enemy - Chapter 10 The Wrecker's Secret - Chapter 11 Wings of Death - Chapter 12 Unmasked |